# Echoes of departure and the endless street of dreams, part 1
Echoes of departure and the endless street of dreams, part 1 is de in 2018 eerste solo-EP van de Amerikaanse zanger en acteur Logan Henderson. De EP bevatte drie singles.

## Achtergrond
Henderson bracht deze EP uit als eerste solowerk. Daarvoor was hij lid van BTR (sinds 2021 is hij dat opnieuw). 

## Tracklist
1. Intro
2. Sleepwalker
3. Bite my tongue
4. Speak of the devil
5. Take it out on me
6. Evergreen
7. Generations

## Singles
- Sleepwalker
- Bite my tongue
- Speak of the devil

## Trivia
De single "Bite my tongue" heeft op YouTube het label "explicit".